# Thecomyia trilineata
Thecomyia trilineata är en tvåvingeart som beskrevs av Friedrich Georg Hendel 1932. Thecomyia trilineata ingår i släktet Thecomyia och familjen kärrflugor. Inga underarter finns listade i Catalogue of Life.